# Jung Kyung-ho
Jung Kyung-ho (ur. 6 grudnia 1980) – południowokoreański zapaśnik w stylu klasycznym. Zajął 16 miejsce w mistrzostwach świata w 2005. Brązowy medalista na mistrzostwach Azji w 2009. Czwarty w Pucharze Świata w 2006. Uniwersytecki wicemistrz świata w 2002 roku. 